# Cumbres de Enmedio
Cumbres de Enmedio è un comune spagnolo di 52 abitanti situato nella comunità autonoma dell'Andalusia.
Si trova ad un'altitudine di 593 m (1.946 piedi) sul livello del mare e dista 140 km (87 miglia) dalla capitale.